# NGC 7661
NGC 7661 (другие обозначения — PGC 71473, ESO 110-11) — спиральная галактика с перемычкой (SBc) в созвездии Тукан.
Этот объект входит в число перечисленных в оригинальной редакции «Нового общего каталога».